# Tosin Adarabioyo
Abdul-Nasir Oluwatosin Oluwadoyinsolami Adarabioyo (ur. 24 września 1997 w Manchesterze) – angielski piłkarz nigeryjskiego pochodzenia występujący na pozycji obrońcy w angielskim klubie Chelsea.
Wychowanek Manchesteru City, w trakcie swojej kariery grał także w takich zespołach, jak West Bromwich Albion, Fulham oraz Blackburn Rovers. Młodzieżowy reprezentant Anglii.